# Santa Terezinha (Mato Grosso)
Santa Terezinha is een gemeente in de Braziliaanse deelstaat Mato Grosso. De gemeente telt 7.293 inwoners (schatting 2009).